# Lampsilis cardium
Lampsilis cardium är en musselart som beskrevs av Rafinesque 1820. Lampsilis cardium ingår i släktet Lampsilis och familjen målarmusslor. IUCN kategoriserar arten globalt som nära hotad. Inga underarter finns listade i Catalogue of Life.